# Station 's-Gravenbrakel
Station 's-Gravenbrakel (Frans: Braine-Le-Comte) is een spoorwegstation langs spoorlijn 96 (Brussel - Bergen) in de stad 's-Gravenbrakel. Het stationsgebouw dateert van 1841 en is, samen met dat van Tienen, het oudste van België.
Tot 31 mei 1988 werd dit station nog bediend door spoorlijn 123.

## Galerij

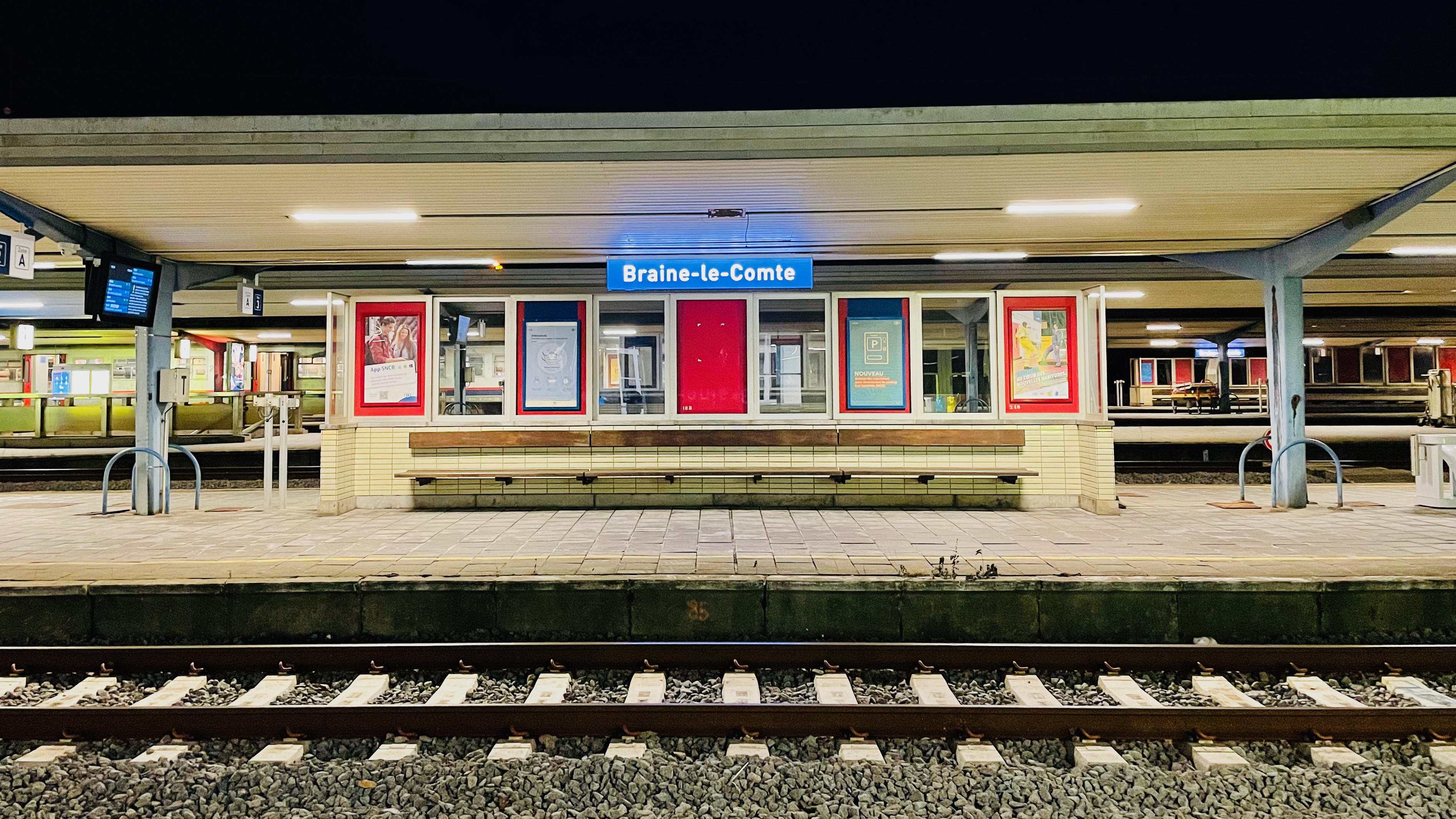
Naambord op een perron
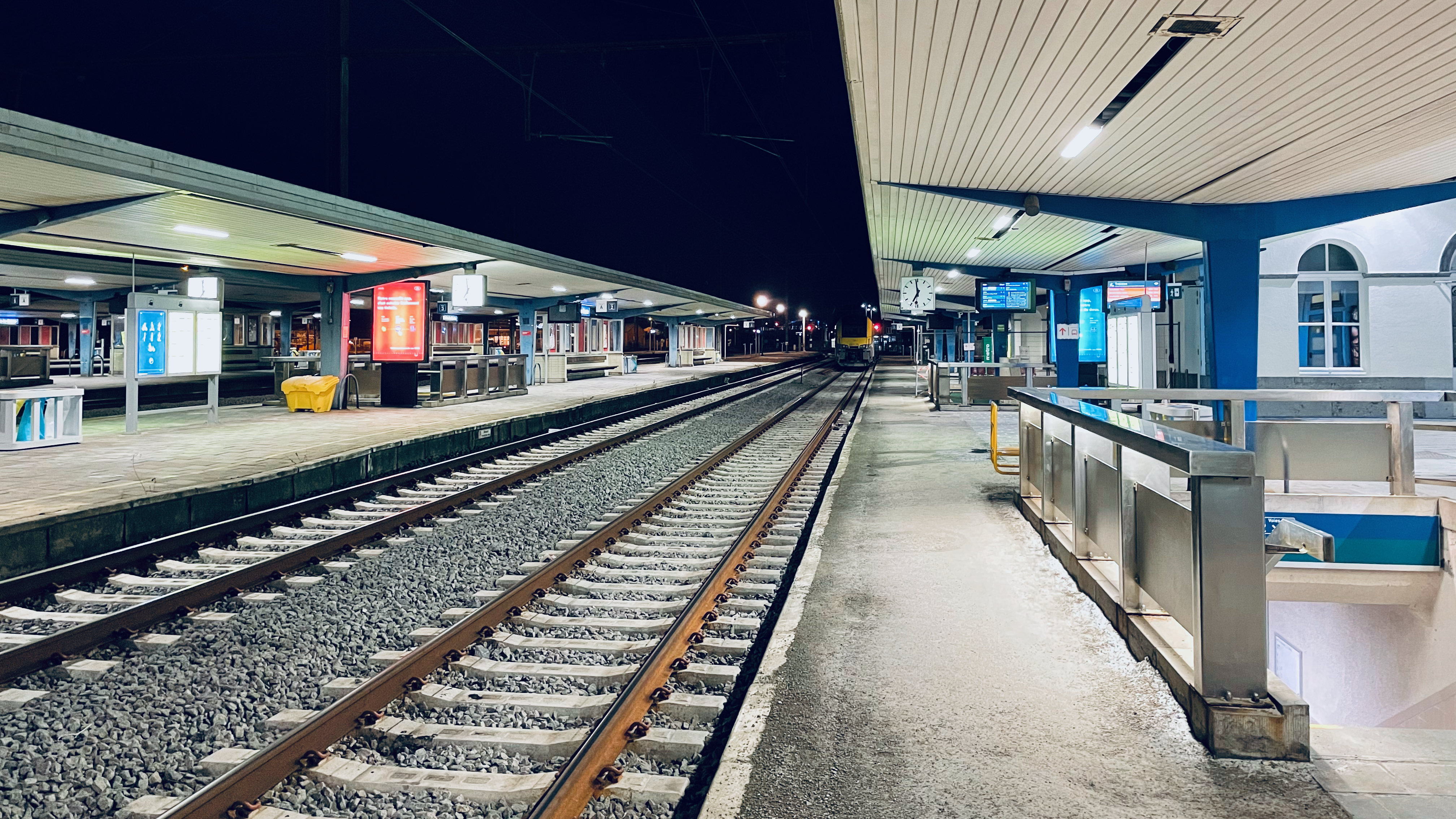
Zicht op de perrons

## Treindienst
| Serie       | Treinsoort          | Route | Bijzonderheden                                                |
| ----------- | ------------------- | --- | ------------------------------------------------------------- |
| IC 06A      | Intercity (NMBS)    | Brussels Airport-Zaventem – Brussel-Zuid – 's-Gravenbrakel – Bergen                                                                          |                                                               |
| IC 11       | Intercity (NMBS)    | Binche – La Louvière-Centrum – 's-Gravenbrakel – Brussel-Zuid – Schaarbeek [ – Mechelen – Turnhout ]                                         | Rijdt in het weekend tussen Binche en Schaarbeek.             |
| IC 14       | Intercity (NMBS)    | Quiévrain – Bergen – 's-Gravenbrakel – Brussel-Zuid – Leuven – Luik-Guillemins                                                               | Rijdt alleen op werkdagen.                                    |
| L 4350A     | L-trein (NMBS)      | La Louvière-Zuid – Écaussinnes – 's-Gravenbrakel                                                                                             | Rijdt op werkdagen tussen 's-Gravenbrakel en Manage.          |
| S 2         | GEN (NMBS)          | 's-Gravenbrakel – Brussel-Zuid – Leuven | Rijdt 1×/u. op zondag.                                        |
| P 7740/8740 | Piekuurtrein (NMBS) | Binche – La Louvière-Centrum – 's-Gravenbrakel – Brussel-Zuid – Schaarbeek                                                                   | Rijdt alleen op werkdagen.                                    |
| P 7770/8770 | Piekuurtrein (NMBS) | [ Manage – [ Luttre ] / [ Bergen – Quévy ] / [ 's-Gravenbrakel ] ] / [ La Louvière-Zuid – [ Bergen ] / [ Luttre ] / [ Charleroi-Centraal ] ] | Rijdt alleen op werkdagen.                                    |
| P 7800/8800 | Piekuurtrein (NMBS) | Quiévrain – Bergen – 's-Gravenbrakel – Brussel-Zuid – Schaarbeek                                                                             | Rijdt alleen op werkdagen.                                    |
| P 7440/8440 | Piekuurtrein (NMBS) | Wezet – Luik-Guillemins – Brussel-Zuid – 's-Gravenbrakel                                                                                     | Rijdt alleen op werkdagen, 1 rit verder naar 's-Gravenbrakel. |

## Reizigerstellingen
De grafiek en tabel geven het gemiddeld aantal instappende reizigers weer op een week-, zater- en zondag.
| Tabel: aantal instappende reizigers station Braine-le-Comte | Tabel: aantal instappende reizigers station Braine-le-Comte | Tabel: aantal instappende reizigers station Braine-le-Comte | Tabel: aantal instappende reizigers station Braine-le-Comte |
|                                                             | Weekdag                                                     | Zaterdag                                                    | Zondag                                                      |
| ----------------------------------------------------------- | ----------------------------------------------------------- | ----------------------------------------------------------- | ----------------------------------------------------------- |
| 1977                                                        | 5 099                                                       | 1 379                                                       | 1 061                                                       |
| 1978                                                        | 5 763                                                       | 1 358                                                       | 890                                                         |
| 1979                                                        | 5 688                                                       | 1 295                                                       | 926                                                         |
| 1980                                                        | 4 875                                                       | 1 249                                                       | 844                                                         |
| 1981                                                        | 4 819                                                       | 1 247                                                       | 729                                                         |
| 1982                                                        | 4 636                                                       | 1 157                                                       | 791                                                         |
| 1983                                                        | 5 238                                                       | 949                                                         | 647                                                         |
| 1984                                                        | 4 905                                                       | 1 080                                                       | 670                                                         |
| 1985                                                        | 5 792                                                       | 837                                                         | 630                                                         |
| 1986                                                        | 5 216                                                       | 726                                                         | 564                                                         |
| 1987                                                        | 4 227                                                       | 891                                                         | 782                                                         |
| 1988                                                        | 4 985                                                       | 877                                                         | 685                                                         |
| 1989                                                        | 4 117                                                       | 684                                                         | 661                                                         |
| 1990                                                        | 3 585                                                       | 849                                                         | 629                                                         |
| 1991                                                        | 3 573                                                       | 579                                                         | 527                                                         |
| 1992                                                        | 3 362                                                       | 680                                                         | 602                                                         |
| 1993                                                        | 3 456                                                       | 616                                                         | 417                                                         |
| 1994                                                        | 3 797                                                       | 753                                                         | 1 193                                                       |
| 1995                                                        | 3 176                                                       | 940                                                         | 686                                                         |
| 1996                                                        | 3 985                                                       | 1 053                                                       | 1 011                                                       |
| 1997                                                        | 3 760                                                       | 1 286                                                       | 1 198                                                       |
| 1998                                                        | 3 816                                                       | 1 016                                                       | 686                                                         |
| 1999                                                        | 3 431                                                       | 1 404                                                       | 1 377                                                       |
| 2000                                                        | 3 986                                                       | 1 772                                                       | 1 542                                                       |
| 2001                                                        | 3 584                                                       | 1 160                                                       | 926                                                         |
| 2002                                                        | 3 690                                                       | 1 240                                                       | 1 076                                                       |
| 2003                                                        | 3 759                                                       | 1 442                                                       | 1 182                                                       |
| 2004                                                        | 4 574                                                       | 1 494                                                       | 1 165                                                       |
| 2005                                                        | 4 328                                                       | 1 638                                                       | 1 262                                                       |
| 2006                                                        | 4 254                                                       | 1 793                                                       | 1 506                                                       |
| 2007                                                        | 4 555                                                       | 1 144                                                       | 832                                                         |
| 2008                                                        | -                                                           | -                                                           | -                                                           |
| 2009                                                        | 4 653                                                       | 1 032                                                       | 798                                                         |
| 2010                                                        | -                                                           | -                                                           | -                                                           |
| 2011                                                        | -                                                           | -                                                           | -                                                           |
| 2012                                                        | 4 213                                                       | 895                                                         | 691                                                         |
| 2013                                                        | 4 443                                                       | 1 038                                                       | 736                                                         |
| 2014                                                        | 5 004                                                       | 1 006                                                       | 949                                                         |
| 2015                                                        | 4 998                                                       | 1 333                                                       | 1 224                                                       |
| 2016                                                        | 5 349                                                       | 1 278                                                       | 1 077                                                       |
| 2017                                                        | 4 381                                                       | 1 677                                                       | 1 308                                                       |
| 2018                                                        | 4 840                                                       | 3 453                                                       | 2 024                                                       |
| 2019                                                        | 5 298                                                       | 1 375                                                       | 1 093                                                       |
| 2020                                                        | 3 354                                                       | 1 150                                                       | 822                                                         |
| 2021                                                        | -                                                           | -                                                           | -                                                           |
| 2022                                                        | 5 100                                                       | 1 714                                                       | 1 276                                                       |
| 2023                                                        | 5 625                                                       | 2 144                                                       | 1 696                                                       |
| 2024                                                        | 6 080                                                       | 1 678                                                       | 1 536                                                       |

0,0: Brussel-Zuid ·
3,9: Vorst-Zuid ·
6,0: Ruisbroek ·
9,1: Lot ·
11,1: Buizingen ·
13,6: Halle ·
16,0: Lembeek ·
18,1: Tubeke-Noord ·
18,7: Tubeke ·
20,9: Stéhoux ·
23,7: Hennuyères ·
25,5: Hennuyères-Village ·
29,6: 's-Gravenbrakel ·
35,8: Zinnik ·
41,1: Neufvilles ·
44,8: Masnuy-Saint-Pierre ·
48,6: Jurbeke ·
51,6: Erbisoeul ·
54,6: Ghlin ·
57,5: Nimy-Maisières ·
60:3: Bergen ·
62,2: Cuesmes ·
67,1: Frameries ·
69,4: Genly ·
71,2: Blaregnies ·
74,9: Quévy
0,0: 's-Gravenbrakel ·
5,9: Écaussinnes ·
8,5: Marche-lez-Écaussinnes ·
12,0: Familleureux ·
14,2: Manage ·
18,6: Godarville ·
21,5: Gouy-lez-Piéton ·
24,6: Pont-à-Celles ·
26,9: Luttre
0,0: Geraardsbergen ·
4,6: Viane-Moerbeke ·
8,3: Galmaarden ·
10,3: Tollembeek ·
12,2: Herne ·
16,1: Edingen ·
19,9: Grandchamps ·
22,8: Rognon ·
29,0: 's-Gravenbrakel